# Jane Schoenbrun

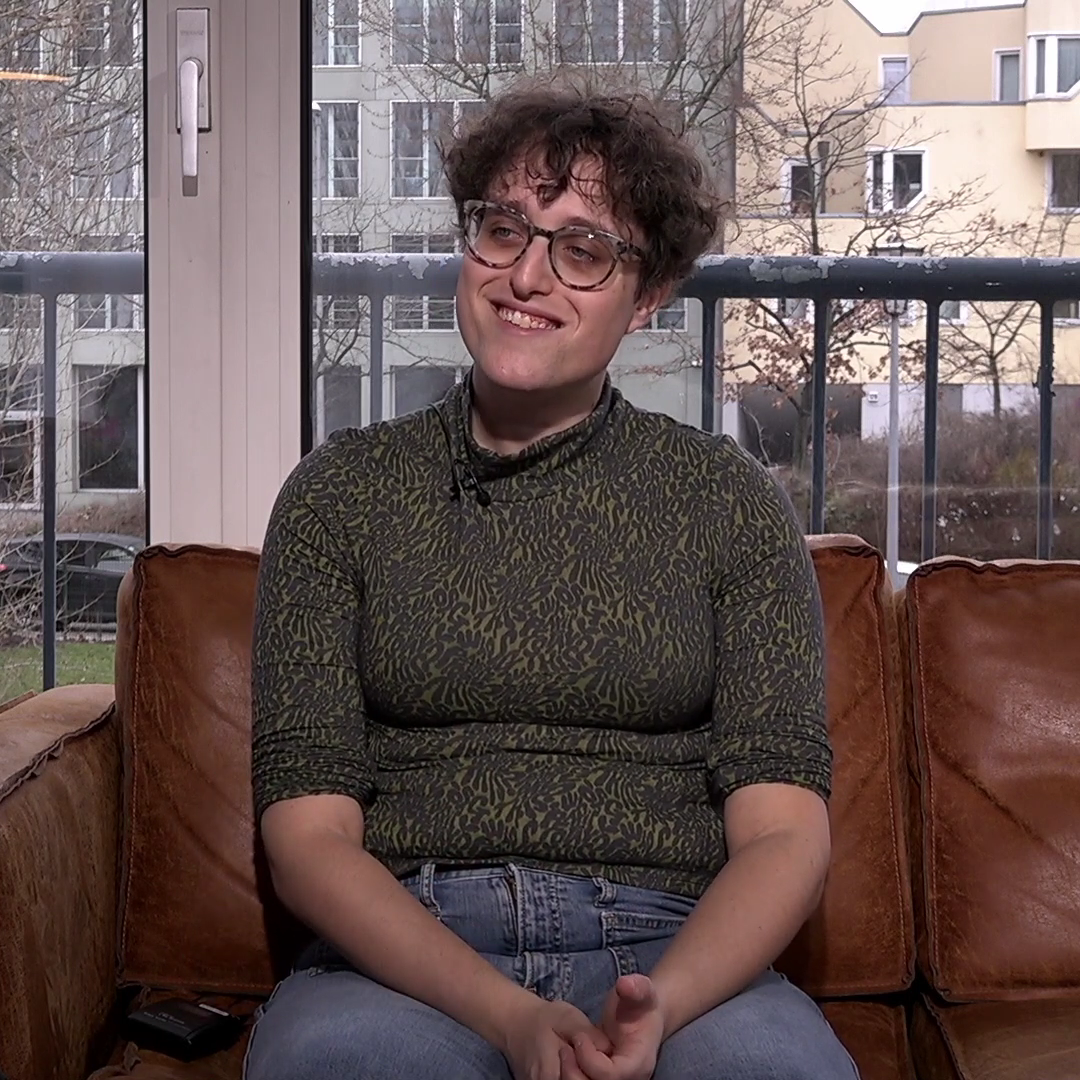
Jane Schoenbrun (2024)

Jane Flannery Schoenbrun (* 1986 oder 1987 in Queens, New York City) ist eine nichtbinäre US-amerikanische Person. Schoenbrun produzierte seit Beginn der 2010er-Jahre Kurzfilme, später auch erste eigene Langfilme. Größere Bekanntheit erlangte Schoenbrun durch den preisgekrönten Spielfilm We’re All Going to the World’s Fair (2021).

## Leben
Jane Schoenbrun wuchs im Bundesstaat New York auf. Als Schoenbrun anderthalb Jahre alt war, zog die Familie in eine vorwiegend von Weißen bevölkerte Mobilheimsiedlung. Schoenbrun schloss die High School ab und beschrieb sich als sehr kulturinteressiert. Es folgte ein absolviertes Drehbuchstudium am College of Communication der Boston University.
Zwischen 2016 und 2018 schrieb Schoenbrun eine Kolumne namens Continue Watching für das Online-Filmmagazin Filmmaker.
Schoenbrun bezeichnet sich als nichtbinäre Transperson und beansprucht das englische geschlechtsneutrale Pronomen they (im Deutschen nicht übersetzbar). Anfang Januar 2024 folgte die offizielle Namensänderung in Jane Flannery Schoenbrun.

## Karriere
Jane Schoenbrun begann die Karriere in der Filmbranche mit Praktika beim Raindance Film Festival und beim Medienkonzern Viacom.
Noch vor Entdeckung der eigenen Transgeschlechtlichkeit trat Jane Schoenbrun in der unabhängigen New Yorker Filmszene in Erscheinung. Beim gemeinnützigen Independent Filmmaker Project (IFP, heute als Gotham Film & Media Institute bekannt) folgte ein Posten als „Associate Director“ für die Programmgestaltung. Später bekleidete Schoenbrun die Position eines „Senior Film Outreach Lead“ beim in Brooklyn ansässigen Unternehmen Kickstarter, wo Schoenbrun über zehn Millionen US-Dollar für Filmprojekte sammelte. Auch fanden Reisen zu zahlreichen Filmfestivals weltweit statt, darunter die Berlinale, Cannes, Sundance, Tribeca und New York, wo Vorträge über das Filmemachen folgten.
Nach der Produktion von Kurzfilmen ab 2012 entstand die experimentelle Online-Varieté-Show The Eyeslicer (2017), in der unter anderem die Werke von David Lowery, Ari Aster und Shaka King zu sehen waren. Schoenbrun stand auch hinter dem experimentellen Ombnibusfilm-Projekt Collective: Unconscious (2016), an denen die Regisseure und Drehbuchautoren Lily Baldwin, Nuotama Bodomo, Daniel Patrick Carbone, Josephine Decker und Lauren Wolkenstein die Träume des jeweils anderen interpretierten. Mit der Radical Film Fair schuf Schoenbrun auch einen ehrgeizigen, aber kurzlebigen „Filmflohmarkt“ ins Leben, der unabhängige Filmemacher, Filmliebhaber und Verleiher zusammenbrachte.
Im Jahr 2018 führte Schoenbrun erstmals Regie an dem Archiv-Dokumentarfilm A Self-Induced Hallucination. Das rund 67-minütige Werk untersuchte das Phänomen des Slenderman, eines fiktiven Wesens der Internetkultur. Der Durchbruch im Regie-Fach folgte drei Jahre später mit dem Spielfilm We’re All Going to the World’s Fair (2021) mit Anna Cobb und Michael J. Rogers in den Hauptrollen. Der Horrorfilm, bei dem Schoenbrun auch am Drehbuch und Schnitt mitwirkte, handelte von einer introvertierten Teenagerin, die in die Online-Welt von Horror-Rollenspielen gezogen wird. Bald schon droht die Grenze zwischen Fantasie und Realität bei ihr zu verschwimmen. Schoenbruns erster Spielfilm wurde beim Sundance Film Festival uraufgeführt und auf zahlreichen weiteren Filmfestivals weltweit gezeigt. Auch erhielt das Werk großes Lob seitens der englischsprachigen Fachkritik, die es als „erzählerisch herausfordernd und visuell eindringlich“ rezipierte. Schoenbrun sei mit We’re All Going to the World’s Fair ein „einzigartig ehrgeiziger und beunruhigender Einstieg in das überfüllte Coming-of-Age-Genre“ gelungen.
Nach der Regie am Musikvideo Night Shift von Lucy Dacus stellte Schoenbrun mit I Saw the TV Glow (2024) einen zweiten Horrorfilm fertig, der in die Programme von Sundance und der Berlinale aufgenommen wurde.
Gegenwärtig steht Schoenbrun auch vor der Veröffentlichung eines ersten Romans.

## Filmografie (Auswahl)
- 2018: A Self-Induced Hallucination (Dokumentarfilm)
- 2021: We’re All Going to the World’s Fair
- 2023: Night Shift (Musikvideo)
- 2024: I Saw the TV Glow

## Auszeichnungen
- 2021: Filmfestival Montclair – Future/Now-Spezialpreis der Jury für „Visionäres Filmemachen“ (We’re All Going to the World’s Fair)[11]